# Nhà máy cơ khí Votkinsk
Nhà máy cơ khí chính xác Votkinsk (tiếng Nga: Воткинский завод) là nhà máy chuyên sản xuất máy và các dòng tên lửa đạn đạo nằm tại thành phố Votkinsk, Nga. Những sản phẩm của nhà máy bao gồm tên lửa liên lục địa RS-24 Yars, và phần lớn các tên lửa ICBM đang được phát triển của Nga, cũng như tên lửa đạn đạo phóng từ tàu ngầm (SLBM) Bulava.
Là thành viên Tập đoàn thống nhất LB Nga đến năm 2010, hiện tại là công ty  OJSC.
Công ty có 2 cơ sở độc lập, một nhà máy lắp ráp tên lửa, nằm cách Votkinsk 12 km, và nhà máy chính, nằm ở khu downtown của Votkinsk, chuyên lắp ráp các thành phần tên lửa cũng như sản xuất hàng dân sự.

## Lịch sử nhà máy

### Từ khi mới thành lập đến năm 1917
Việc xây dựng nhà máy được lập nên bởi việc không có các khu rừng và sự tồn tại của một khu mỏ tại vùng Urals (giữa thế kỷ 18). Việc vận chuyển gỗ quá xa đã làm tăng giá thép. Việc di dời chế biến quặng đến, và những khu rừng vẫn được bảo toàn, là giải pháp duy nhất. Cũng do lí do này mà xưởng thép Izhevsk  được thành lập khoảng từ năm 1760 đến 1763.
Khu vực được lựa chọn để xây dựng xưởng thép Votkinsk được đặt nằm gần sông Kama. Ngoài ra cũng được chọn theo lí do khác: có rừng, là nguyên liệu chính cho ngành luyện thép, đồng thời cũng gần về mặt địa lý với công ty khai thác mỏ. Khoảng năm 1754 và 1763, có khoảng 42 nhà máy tư nhân đã được xây dựng, mà nằm quyền quản lý của Sa hoàng.
Vào năm 1763, sau cái chết của Shuvalov (1762), Công xưởng Votkinsk và Izhevsk đã được trao lại cho triều đình như là trả khoản nợ của Shuvalovs, và trở thành xí nghiệp nhà nước kể từ đó.
Sau đó, vào thế kỷ 18-20, Nhà máy sản xuất mỏ neo, đường ray, tàu, lưỡi kéo khai mỏ vàng, máy xúc, và một số loại vũ khí. Ví dụ, từ năm 1773, nhà máy bắt đầu sản xuất thép mỏ neo cho nhà máy đóng tàu hảo quân, theo sắc lệnh của Nữ hoàng Ekaterina II. Nửa đầu thế kỷ 19, nhà máy sản xuất xấp xỉ 62% lượng mỏ neo của Nga.
Xưởng thép Votkinsk là một trong những xưởng lớn nhất trong thời kỳ đó. Trong đó sự kiện quan trọng trong phát triển công nghiệp toàn cầu là sự ra đời (năm 1811) của phương pháp sản xuất thép mới của Badaev, một nhà luyện kim tài năng.  thép dụng cụ chất lượng cao được sử dụng để chế tạo các công cụ khác nhau (Dụng cụ cắt kim loại, y tế, máy nghiền.
Đẳng cấp của thợ xưởng Votkinsk đã được khẳng định qua việc sản xuất và lắp ghép khung thép xoắn ốc cho nhà thờ thánh Peter và Paul  ở St. Petersburg.